# Ликвесцентные невмы
Ликвесце́нтные не́вмы (от лат. liquesco зд. сливаться, перетекать друг в друга), в системе западной невменной, квадратной и готической нотации — группа невм, графемы которых призваны сигнализировать правильное произношение «проблемной» латинской фонемы. Распев ликвесцентных невм на протяжении многих лет остаётся дискуссионной темой музыкальной медиевистики.  

## Краткая характеристика
В группу ликвесцентных невм включены преимущественно двухзвучные невмы — epiphonus (ликвесцентный pes) и cephalicus (ликвесцентный clivis), а также трёхзвучная невма ancus (ликвесцентный climacus). Они инструктировали певчего, как правильно озвучить проблемное слово или словосочетание, как верно сделать слогораздел. Такая дополнительная «разметка» невмированной музыки способствовала единообразному и синхронному распеву молитвы в хоре / вокальном ансамбле — в эпоху, когда «живая» латынь была давно утрачена и участники хора (например, монахи) владели ею в разной степени. Кроме того, нередко происходившие из разных местностей певчие представляли разные традиции латинской фонетики, испытавшей в Средние века мощное влияние «вульгарных» наречий.
Более чем столетние исследования невменных рукописей выявили типичные «фонетические» ситуации, при которых отмечаются (разные в разных невменных традициях) ликвесцентные невмы:  
- последовательности двух или трёх согласных при слогоразделе и на стыке слов (например, d/t во фразе Ad te levavi, n/t во фразе in te confundo, см. иллюстрации). Среди них особенно характерна такая, где первый звук — плавный согласный (liquida), то есть l, m, n, r (salve, omnis, sanctus, cordis);
- два гласных, произносимых односложно, как в словах adiutor (которое следует распевать на три — a-dju-tor, а не на четыре — a-di-u-tor — слога), или alleluia (правильно al-le-lu-ja, а не al-le-lu-i-a);
- дифтонги au, eu, ei (например, autem, euge, eleison).

Трудно объяснимо появление ликвесцентных невм в случаях, когда один согласный m располагается между гласными (altissimus, petra melle), а также когда один согласный g располагается между гласными, из которых последующая всегда e или i  (regina, reges). Второй случай Агустони и Гёшль рассматривают как косвенное свидетельство романского («реджина», «реджес»), а не германского («регина», «регес») произношения распеваемого в интервокальной позиции g. Этим же, возможно, объясняется частое появление ликвесценцтных невм на сочетании gn (в романской традиции озвучивания латыни слово agnus, например, распевается как «аньюс», а не как «агнус»).
Все исследователи подчёркивают, что ликвесцентная разметка проблемной фонетики имела не обязательный, а факультативный характер (в случае «проблемы» ликвесцентная невма могла быть, но могла и отсутствовать).
Певческая интерпретация ликвесцентных невм на протяжении многих лет остаётся дискуссионной. Вторая невма в двухзвучных невмах (в квадратном письме нотируется более мелким раштром, чем первая) обычно интерпретируется как динамически более слабая, чем первая. В фундаментальной факсимильной серии «Музыкальная палеография» редакторы (А. Моккеро и др.) предлагали между соседними согласными вставлять вспомогательный гласный (фр. arrière son), например, confundantur распевать как conefunedanetur. Э. Кардин различал «аугментативную» и «диминутивную» ликвесценцию; в случае диминутивной гласный звук, предшествующий согласному, сокращается. Впрочем, Кардин не установил чёткие правила для идентификации введённых им видов ликвесценции в рукописях. Л. Агустони и И. Б. Гёшль в некоторых ликвесценциях в качестве возможного исполнительского приёма рассматривали глиссандирование (нем. portamentoartige Ausführung) при переходе от первой ноты ко второй. В транскрипциях невменной / квадратной / готической нотации в классическую пятилинейную нотацию «ликвесцируемые» ноты (2-я и 3-я ноты двухнотных или трёхнотных групп) обычно даны основным раштром при отсутствии какой-либо дополнительной штриховой, агогической и др. разметки, т.е. какая-либо особая исполнительская манера не подразумевается (см. иллюстрацию); в научных изданиях ликвесцируемая нота записывается уменьшенным раштром.

## Исторический очерк
Ликвесцентные невмы отмечаются начиная с самых ранних рукописей григорианики (IX в.) разных традиционных «школ», в том числе Laon 239 (лотарингская традиция), Sankt-Gallen 359, 376 (санкт-галленская, или немецкая, традиция; см. иллюстрации). При переходе на квадратную (в германских землях готическую) нотацию ликвесцентные невмы (как и прочие типы невм) были аккуратно перенесены из невменных рукописей в «квадратные», что дало возможность ретроспективного изучения ликвесценции.
Первое известное описание ликвесцентных невм в теории музыки принадлежит Гвидо Аретинскому (первая треть XI в.) — в его трактатах «Микролог» (гл. 15) и «Пролог к антифонарию»:
| Liquescunt vero in multis voces more litterarum, ita ut inceptus modus unius ad alteram limpide transiens nec finiri videatur. Porro liquescenti voci punctum quasi maculando supponimus hoc modo: Ad te levavi. Si eam plenius vis proferre non liquefaciens nihil nocet, saepe autem magis placet. Micrologus. Cap. 15. | Во многих случаях звуки перетекают (liquescunt) наподобие того как [перетекают друг в друга звуки] в речи, так что интервал, плавно переходящий от первого звука ко второму, как будто не заканчивается. Мы же под перетекающим звуком ставим точку типа пятнышка, как здесь: Ad te levavi. Если захочешь пропеть [второй?] звук полностью, без перетекания, – ничего плохого [в таком пении] нет; наоборот, зачастую именно так лучше. |

Вторая цитата Гвидо (из «Пролога») имеет не музыкально-теоретический, а скорее «беллетристический» характер:
| Quomodo autem liquescant voces, et an adhaerentes vel discretae sonent, quaeve sint morosae vel tremulae, vel subitaneae, vel quomodo cantilena distinctionibus dividatur, et an vox sequens ad praecedentem gravior, vel acutior, vel aequisona sit, facili colloquio in ipsa neumarum figura monstratur, si ut debent, ex industria componantur. Prologus. 76. | А как звуки перетекают (liquescant) один в другой — слитны они или раздельны, какие из них поются протяжно, дрожат или берутся внезапно, как мелодия подразделяется на фразы, каков звук, следующий за предыдущим (ниже он, выше или остается на той же высоте) — всё это в ходе непринужденной беседы [с учителем] показывается в начертаниях самих невм (если, конечно, они записаны как положено, с умом). |

Систематическое изучение ликвесценции началось в конце XIX века в трудах солемских монахов Ж. Потье и А. Моккеро и было продолжено в XX-XXI вв. в диссертации Г. Фрайштедта (1929), лекциях Э. Кардина (первая публикация 1968), фундаментальном учебном пособии Л. Агустони и И. Б. Гёшля (1987-92), монографиях М. Билица (1998) и Д. ван Беттерая (2007). В России изучением ликвесцентных невм занимался В. Г. Карцовник.